# Comercial Atlético Clube
O Comercial Atlético Clube é um clube brasileiro de futebol, da cidade de Campo Maior, no estado do Piauí.

## História
Fundado em 21 de abril de 1945, tem como símbolo um bode. Passou ao profissional no ano de 1950 e seu estádio é o Deusdeth Melo.
Foram seus fundadores, dentre outros: Antônio Rufino de Sousa, José Neiva e Pedro Mesquita, que foram, respectivamente, os três primeiros presidentes da agremiação. Foi campeão estadual em 2010 e vice-campeão em 2011.
Também em 2011, estreou em competições nacionais ao disputar a Copa do Brasil e Série D de 2011. Apesar de ter sido eliminado na 1ª fase da Copa do Brasil de 2011, conseguiu o jogo de volta em São Paulo contra o Palmeiras e com isso garantiu a renda do time para o resto do ano. O massagista do clube, Daniel Araújo (conhecido por Bomba), foi também destaque ao dar cambalhotas enquanto atendia os jogadores lesionados. O Comercial participou também da edição de 2012, quando foi eliminado pelo Fortaleza, da Taça Reinaldo Ferreira e da Série D.

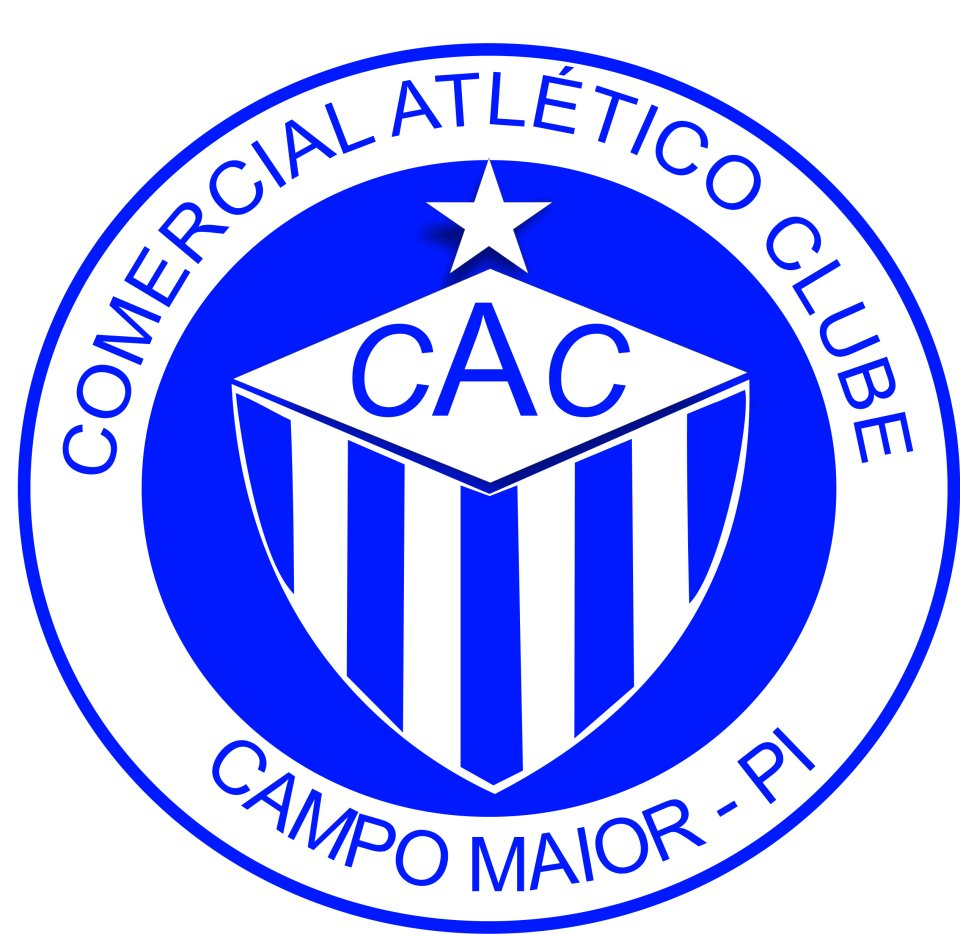
Escudo antigo

O clube participou ainda de 6 edições da Segunda Divisão estadual, sendo campeão em 2004 e 2022. Para a temporada 2023, formalizou uma parceria com a empresa gaúcha JK Sports, anunciando também a contratação do técnico José Carlos Amaral para comandar o Bode em sua volta à Primeira Divisão após 11 anos de ausência. Porém, a passagem do treinador durou apenas 5 jogos, e ele deixou o cargo após a partida contra o Altos, juntamente com 4 jogadores (o goleiro Gustavo, o meia Batatinha e os atacantes Roger e Feijão). Para substituir Amaral, foi contratado Koosha Delshad, que comandou a equipe em apenas um jogo, contra o River. Após sofrer ofensas da torcida (que o chamou de "terrorista" e acusou de querer colocar uma bomba no gramado), o iraniano anunciou sua saída do Comercial, que repudiou a atitude e encerrou a parceria com a JK Sports.

## Títulos
| ESTADUAIS | ESTADUAIS                      | ESTADUAIS | ESTADUAIS   |
|           | Competição                     | Títulos   | Temporadas  |
| --------- | ------------------------------ | --------- | ----------- |
|           | Campeonato Piauiense           | 1         | 2010        |
|           | Campeonato Piauiense - Série B | 2         | 2004 e 2022 |

### Outras conquistas
Turnos estaduais
- Taça Estado do Piauí: 2010 e 2011
- Taça Reinaldo Ferreira: 2011 e 2012

Categoria de base
- Copa Norte-Nordeste: 2014

## Desempenho em Competições

#### Participações
|  | Participações em 2024 |

| Competição | Competição           | Temporadas | Melhor campanha       | Anos                                                                               | P | R |
| Piauí      | Campeonato Piauiense | 42         | Campeão (2010)        | 1958, 1960-1965, 1969-1970, 1972, 1975-1977, 1979-1992, 1994-1995, 2002-2012, 2023 |   | 2 |
| Piauí      | 2ª Divisão           | 7          | Campeão (2004 e 2022) | 2004, 2015-2016, 2019, 2021–2022, 2024                                             | 2 |   |
| Brasil     | Série D              | 2          | 34º colocado (2012)   | 2011-2012                                                                          | – |   |
| Brasil     | Copa do Brasil       | 2          | 1ª fase (2011 e 2012) | 2011-2012                                                                          |   |   |

### Campeonato Brasileiro - Série D
| Ano  | Posição |
| 2011 | 35º     |
| 2012 | 34º     |

### Copa do Brasil
| Ano  | Posição |
| 2011 | 61º     |
| 2012 | 58º     |

## Rivalidade
O principal rival do Comercial é o Caiçara, com quem disputa o Derby de Campo Maior.

## Presidentes
- Datas e ordem a pesquisar:
- Antônio Rufino (12 anos)
- José Cassimiro Neiva,
- Vespasiano Brito
- Pedro Mesquita Furtado
- Ernane Napoleão Lima
- Milton Higino
- Raimundinho Andrade
- José Laurindo da Silva

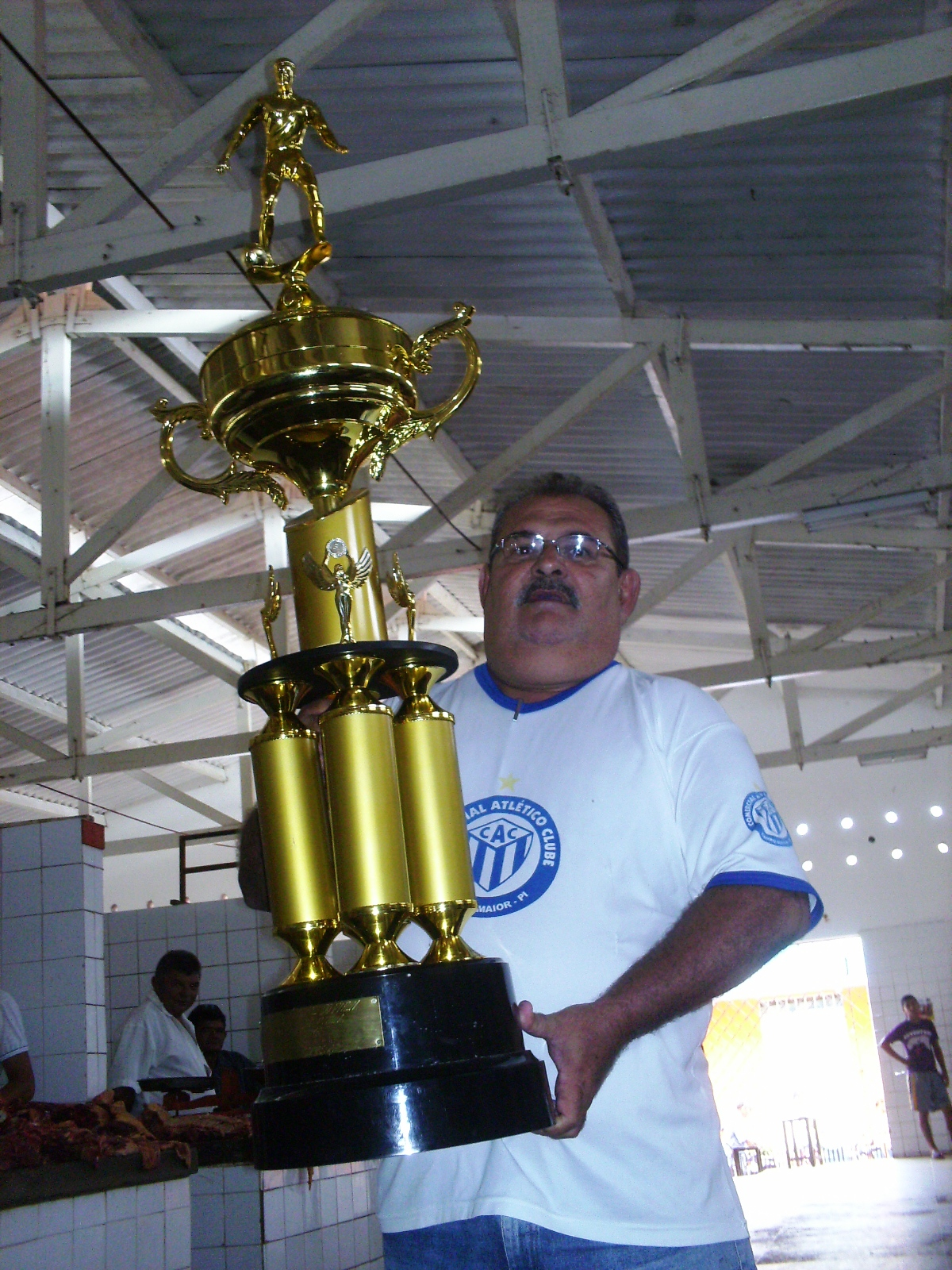
Troféu conquistado pelo Comercial Atlético Clube como campeão piauiense de 2010 sendo exposto pelo então presidente Flávio Bona no Mercado Público de Campo Maior.

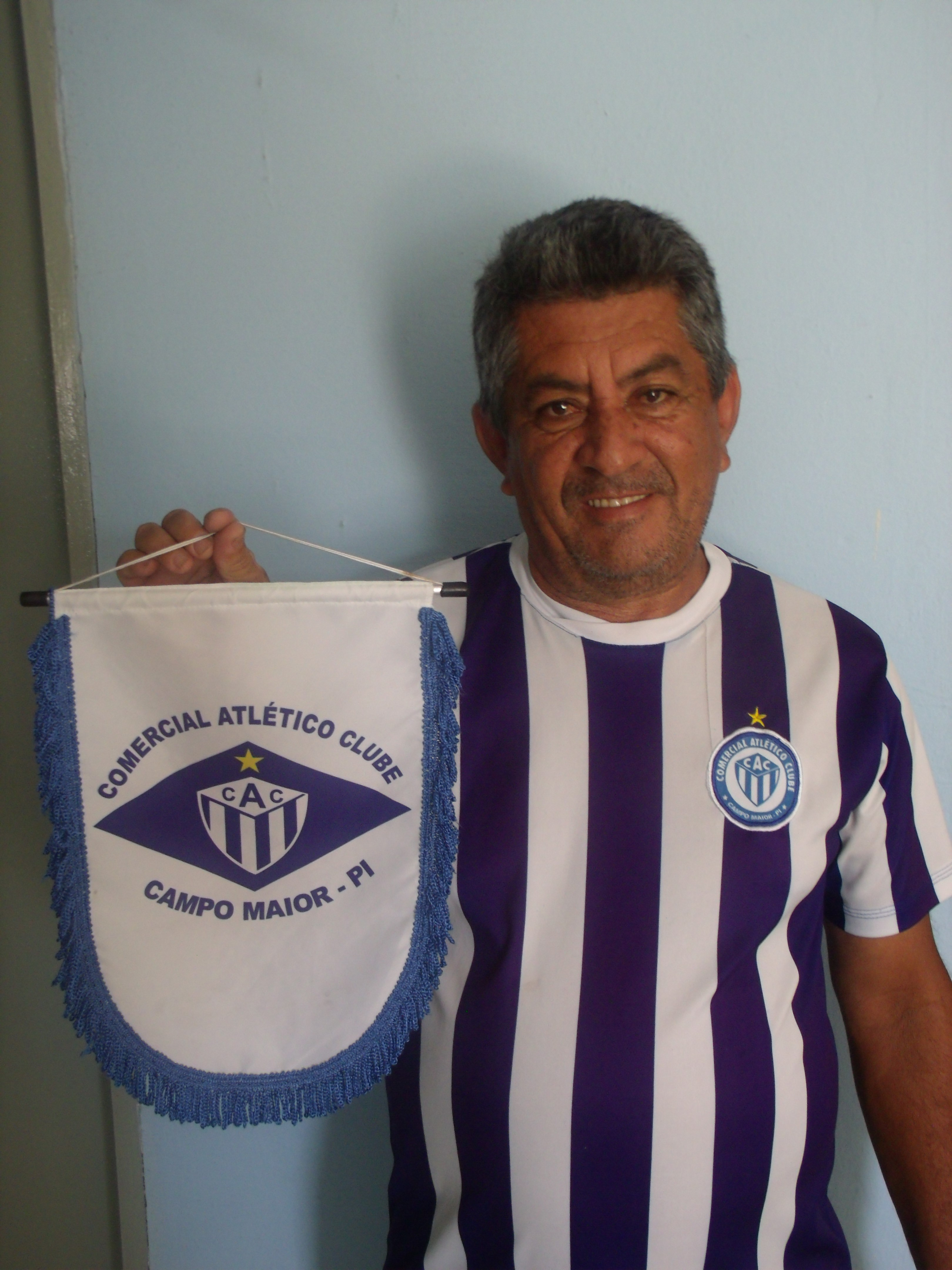
Luís Carlos do SAAE, presidente do clube em 2022.

- Francisco das Chagas Moreira e Silva
- Antonio Fernando Firmino Andrade Portela (Tote)[10]
- José Acélio Correia
- Flávio Bona Andrade (1990 - 2010)
- Francisco Wilson (2010 - 2011)
- Antonio Guilherme da Silva(2012 - 2016)
- Francisco Wilson (2016 - ??/??/????)
- Luis Carlos Gomes de Oliveira "Luís Carlos do SAAE" (2020 - atual)[11]

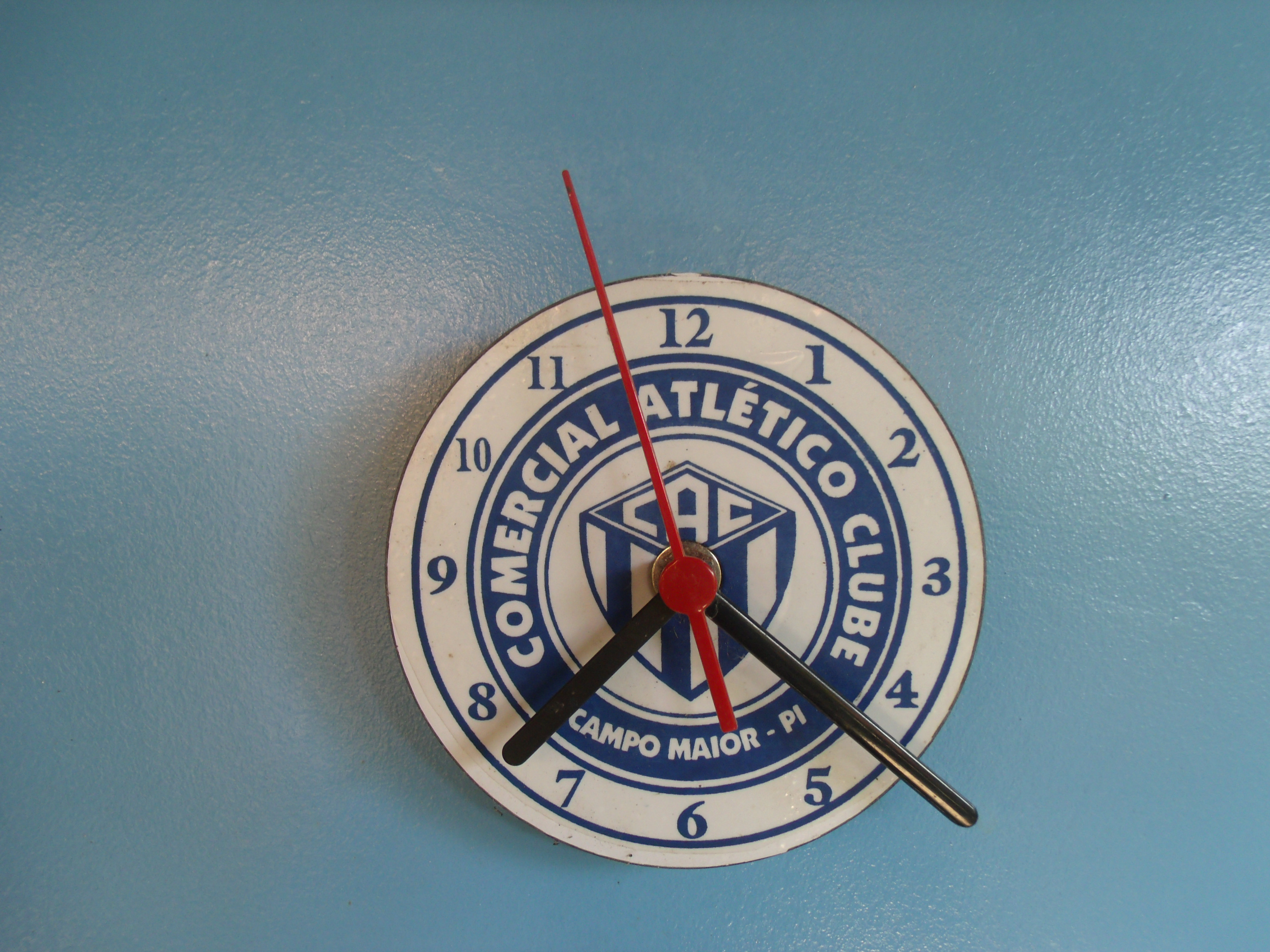
Relógio de torcedores do clube.